# Корнелиева дорога

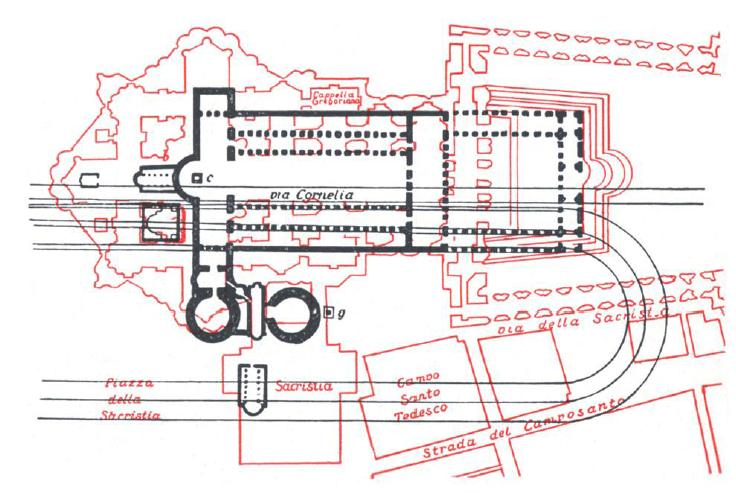
Прежний общепринятый план топографии Ватикана. Нынче считается, что расположение Корнелиевой дороги и цирка Нерона на этом плане нанесено неаккуратно

Корнелиева дорога (лат.: Via Cornelia) — древняя римская дорога, проходившая, предположительно, с востока на запад вдоль северной стены  цирка Нерона там, где ныне располагается южная стена базилики святого Петра. Расположение тесно связано с Аврелиевой дорогой и Via Triumphalis.